# Natale Sarocchi
Pour les articles homonymes, voir Sarocchi.
Natale Sarocchi (Rusiu, 28 juin 1839 - Rusiu, 7 mars 1916) est un poète corse, meunier de son état.

## Éléments biographiques
Natale Sarocchi dit Natalellu di Rusiu, est issu d'une famille relativement aisée, originaire du village de Rusiu.
Son père, Stefanu Sarocchi dit Cacarenu, est né en 1796. Lavoratore ou propriétaire de bovidés, il était lui-même poète de langue italienne, « un homme plein d'esprit » écrit Roccu Multedo. Sa mère était née en 1808.
Il était marié avec Maria Antonia Sarocchi dite Tolla, cousine au 3e degré, dont il eut huit enfants (4 garçons et 4 filles).
Il exerça la profession de meunier de 1860 jusqu'en 1914, date à laquelle son moulin fut détruit par un incendie.
Appelé par l'armée, il a écrit le sonnet Partenza, son premier poème composé le 1er février 1861. Chargé de famille, en 1866 il est libéré de toute obligation militaire, à la veille de la guerre de 1870 – 1871.

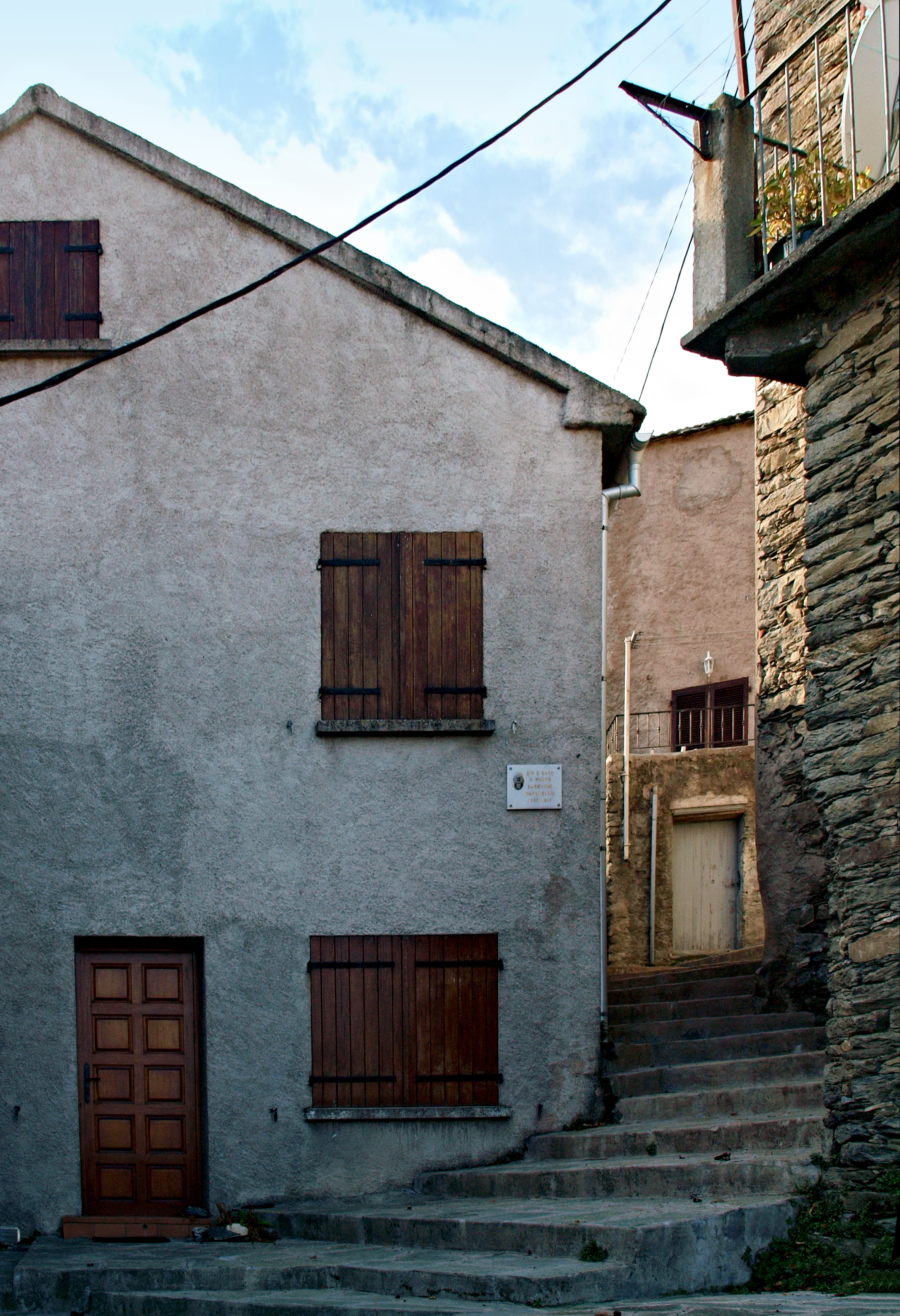
Maison de Natalellu Sarocchi à Rusiu.

Natalellu possédait une maison héritée de sa famille à Rusio. (À savoir que la plaque de marbre n'a pas été apposée sur la véritable maison de Natallelu).
Poète dès son enfance, il se passionnait aussi pour la musique. Dans ses poèmes, il parle de Smenticone, un fameux violoneux qui fréquentait Rusio à une époque où le village n'était relié avec l'extérieur par aucune route. Un passage emprunté était l'ascension du Monte Pianu Maggiore (1 451 m), entre Sermano (Bozio) et Rusio.
Chantre de Rusiu, il était un poète d'expression italienne et corse presque complètement oublié. 

Toutefois, Benedettu Sorocchi lui a consacré en 1993 un mémoire de maîtrise de langue et Civilisation Corses à l'Université Pasquale Paoli sous le titre Natalellu Sarocchi, pueta di Rusiu, et Marie-France Bereni-Canazzi ne l'a pas oublié dans son Enquête à San Lorenzu sur L'opinion face au Diable, mémoire de D.E.A. présenté au Centre de Recherches Corses à l'Université de Corte en 1998.
Il lui arrivait quelquefois d'écrire des poèmes commandés par des amoureux déçus.
Autodidacte, il avait appris tout seul à lire et à écrire la langue italienne, la seule en usage à l'époque en littérature.

## Œuvres
Natale Sarocchi a écrit de très nombreux poèmes. Dans les premiers temps, il dictait ses poèmes au curé du village ou à des lettrés.
Beaucoup de ses œuvres disparurent lors de l'incendie du moulin.
Il ne cessera dans de nombreux poèmes, de s'élever contre le fléau qu'était le banditisme à cette époque. Il s'adonna aussi à des joutes poétiques avec des improvisateurs locaux.
Il a parlé en vers, de la guerre de 1870-1871 presque à la manière d'un correspondant de guerre
Nombreux sont ses poèmes à avoir été édités dans le Petit Marseillais, le Messager Corse, A tramuntana à laquelle Natalellu contribua assidûment à la fin du siècle.
Son dernier poème A guerra di u 1914 (A Vittoria di a Marna) en 70 strophes fut consacré à la guerre de 1914.

## Pour approfondir